# Sittichenbach

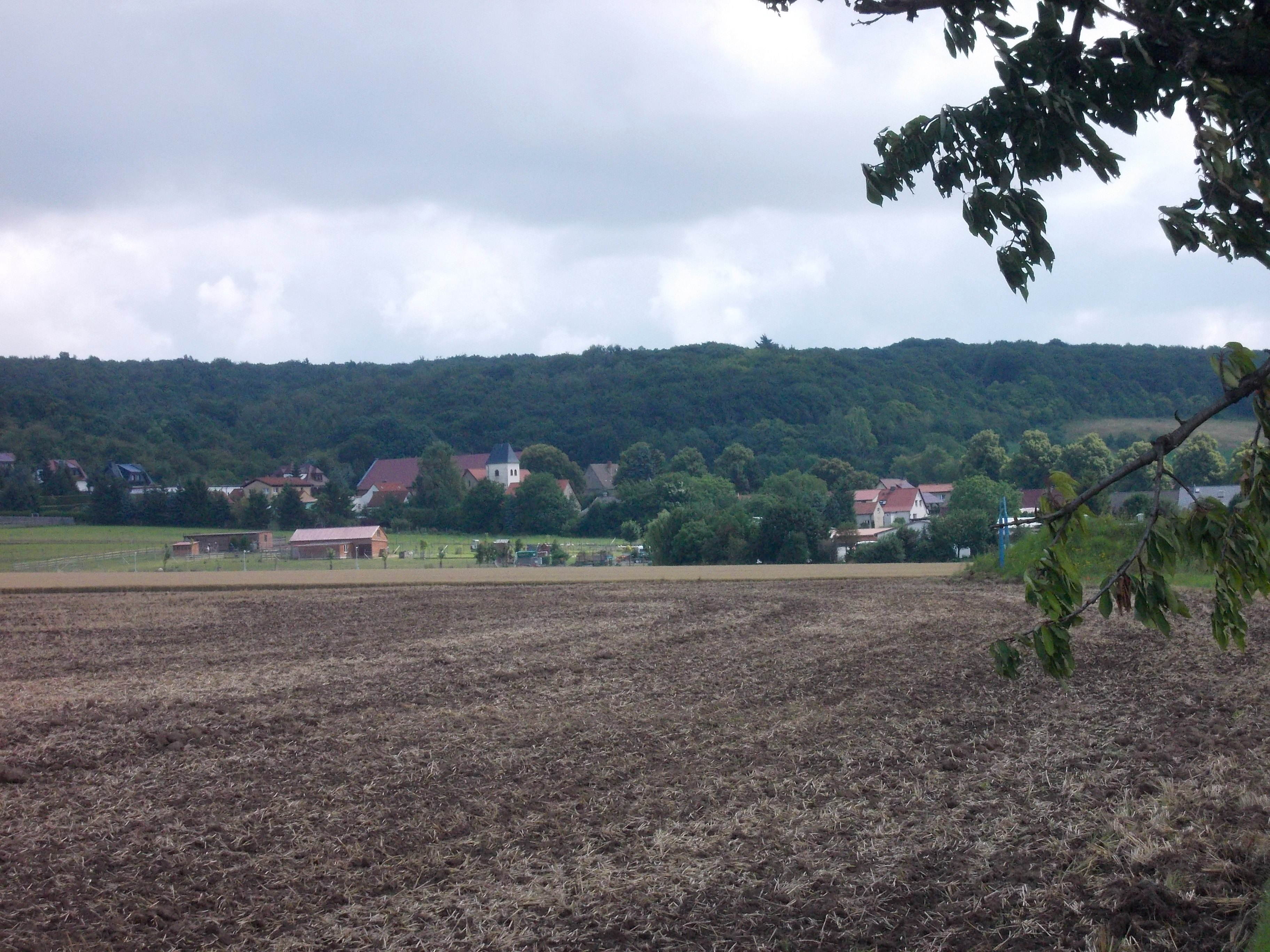
Sittichenbach von Westen

Sittichenbach ist ein Ortsteil der Lutherstadt Eisleben im Landkreis Mansfeld-Südharz in Sachsen-Anhalt.

## Geschichte
In dem zwischen 881 und 899 entstandenen Hersfelder Zehntverzeichnis des Klosters Hersfeld wird Sittichenbach als zehntpflichtiger Ort Sidichenbechiu genannt. Der Ort war bis 1815 Sitz des sächsischen Amtes Sittichenbach und wurde danach preußisch.
1910 hatte Sittichenbach, die Domäne und der Gutsbezirk, 248 Einwohner.
Am 30. September 1928 wurde durch den Freistaat Preußen der Gutsbezirk Sittichenbach Domäne aufgelöst und der Gemeinde Großosterhausen angeschlossen.
Bis zu deren Eingemeindung nach Eisleben am 1. Januar 2009 war Sittichenbach Ortsteil der Gemeinde Osterhausen.

## Sehenswürdigkeiten

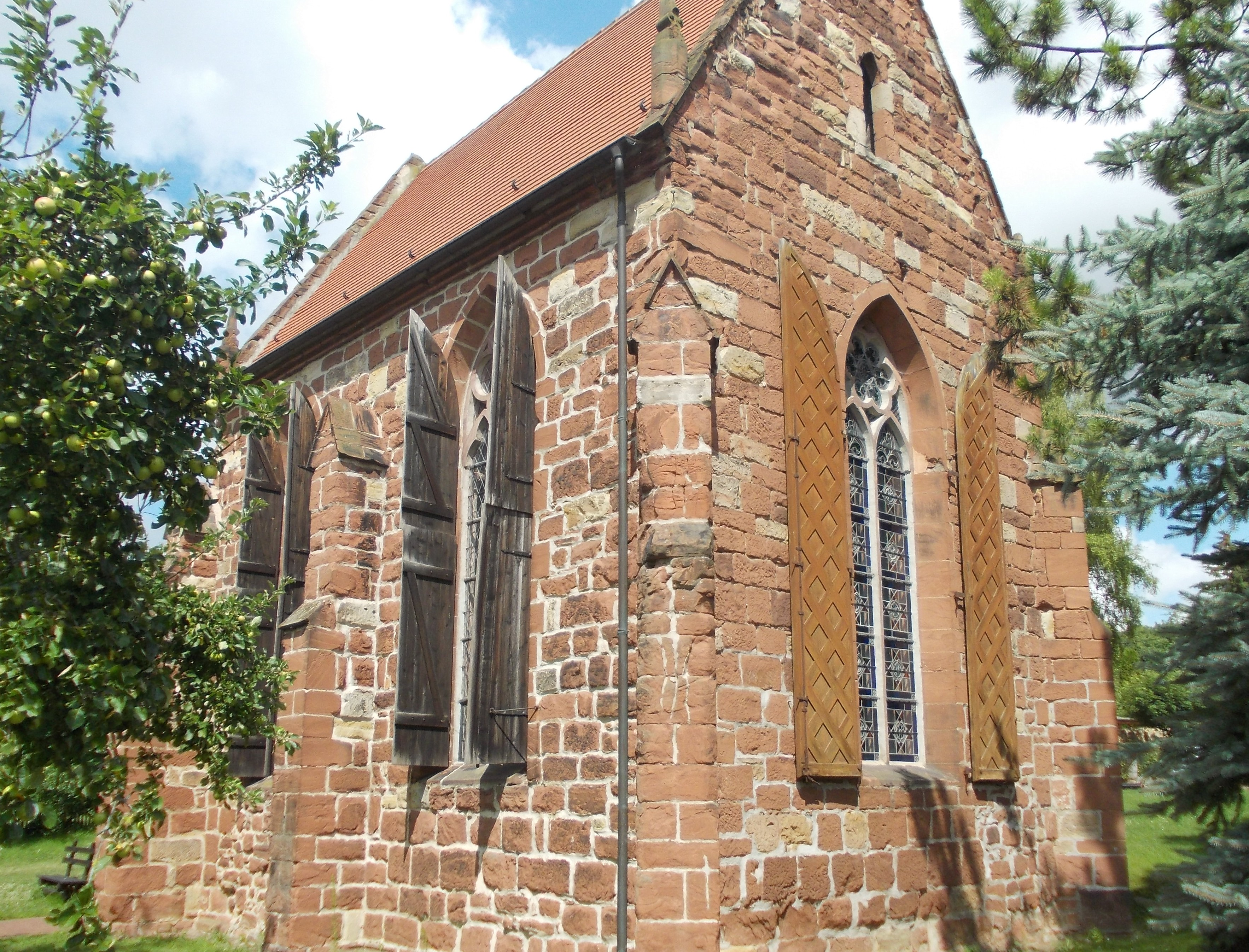
Sittichenbach Zisterzienserkapelle

Sehenswert sind die Reste des ehemaligen Zisterzienserklosters Sittichenbach.
Da sich als Folge der Flucht und Vertreibung Deutscher aus Mittel- und Osteuropa 1945–1950 katholische Heimatvertriebene auch im Raum Sittichenbach niedergelassen hatten, wurde von 1954 bis 1956 die katholische Kirche „Mariä Himmelfahrt“ erbaut.